# Vauriella
Vauriella és un gènere d'ocells de la família dels muscicàpids (Muscicapidae) que es troben a Borneo i les Filipines.
Els seus membres estaven classificats anteriorment al gènere Rhinomyias, però es van traslladar a Vauriella quan un estudi filogenètic molecular detallat publicat el 2010 va trobar que Rhinomyias era polifilètic. El gènere Vauriella havia estat introduït per l'ornitòleg alemany Hans Wolters el 1980.

## Taxonomia
Segons la Classificació del Congrés Ornitològic Internacional (versió 12.1, 2022) aquest gènere està format per 4 espècies:
- Vauriella gularis - Papamosques embridat.
- Vauriella albigularis - Papamosques de Negros.
- Vauriella insignis - Papamosques de Luzon.
- Vauriella goodfellowi - papamosques de Mindanao.

En anglès aquestes quatre espècies s'anomenen jungle flycatchers (papamosques selvàtics). Tanmateix, hi ha altres espècies anomenades també jungle flycatchers en el gènere Cyornis.